# Mongolië op de Olympische Winterspelen 1972
Tijdens de Olympische Winterspelen van 1972, die in Sapporo (Japan) werden gehouden, nam Mongolië voor de derde keer deel.

## Deelnemers en resultaten

### Langlaufen
| Olympiër                 | Discipline | Resultaat | Prestatie              |
| ------------------------ | ---------- | --------- | ---------------------- |
| Danzangiin Narantungalag | 15 km (m)  | 56e       | 52.06,18 (+6.37,94)    |
| Danzangiin Narantungalag | 30 km (m)  | 51e       | 1:51.29,88 (+14.58,73) |
| Namsrain Sandagdorj      | 15 km (m)  | 57e       | 52.48,54 (+7.20,30)    |
| Namsrain Sandagdorj      | 30 km (m)  | 52e       | 1:52.14,67 (+15.43,52) |

### Schaatsen
| Olympiër               | Discipline   | Resultaat | Prestatie           |
| ---------------------- | ------------ | --------- | ------------------- |
| Luvsanlhagvyn Dasjnjam | 500 m (m)    | 28e       | 42,86 (+3,42)       |
| Luvsanlhagvyn Dasjnjam | 1500 m (m)   | 38e       | 2.20,42 (+17,46)    |
| Luvsansharavyn Tsend   | 5000 m (m)   | 28e       | 8.30,47 (+1.06,86)  |
| Luvsansharavyn Tsend   | 10.000 m (m) | 24e       | 17.15,34 (+2.13,99) |

Argentinië · Australië · België · Bondsrepubliek Duitsland · Bulgarije · Canada · Duitse Democratische Republiek · Filipijnen · Finland · Frankrijk · Griekenland · Groot-Brittannië · Hongarije · Iran · Italië · Japan · Joegoslavië · Libanon · Liechtenstein · Mongolië · Nederland · Nieuw-Zeeland · Noord-Korea · Noorwegen · Oostenrijk · Polen · Roemenië · Sovjet-Unie · Spanje · Taiwan · Tsjecho-Slowakije · Verenigde Staten · Zuid-Korea · Zweden · Zwitserland